# Chocolate Starfish and the Hot Dog Flavored Water
Chocolate Starfish and the Hot Dog Flavored Water è il terzo album in studio del gruppo musicale statunitense Limp Bizkit, pubblicato il 17 ottobre 2000 dalla Flip Records e dalla Interscope Records.
	
Nel 2020 la rivista Kerrang! l'ha inserito nella sua lista dei 21 migliori album nu metal di sempre, in settima posizione.

## Antefatti
Dopo le grandi vendite dei primi due dischi, nel 2000 i Limp Bizkit collaborarono alla colonna sonora del film Mission: Impossible 2 col singolo Take a Look Around, nato dal tema originale di Lalo Schifrin. Il successo del film e del singolo convinse il gruppo a registrare e pubblicare un terzo album in studio, di nuovo con Terry Date alla produzione, accentuando e semplificando però le caratteristiche sonore del precedente album Significant Other.
La prima parte del titolo è una metafora colloquiale per indicare l’ultimo tratto dell'intestino retto (Chocolate Starfish). Invece Hot Dog Flavored Water fu coniato dal chitarrista Wes Borland a una fermata di camion durante un vecchio tour del gruppo, dove Borland vide bottiglie della bibita locale Crystal Geyser, e da allora prese in giro il presunto sapore di carne della bibita.

## Descrizione
Prodotto da Terry Date e pubblicato per la Flip/Interscope, diventò il disco rock di maggior successo nella prima settimana, con 1 milione di copie vendute. In seguito, malgrado le forti critiche soprattutto al suo titolo volgare, riferito alla sodomia e che invece ironizza ferocemente sui diverbi tra Fred Durst e i suoi detrattori, con 12 milioni di copie all'attivo divenne l'album dei Bizkit di maggior successo commerciale.
Tra i suoi brani, Take a Look Around ha fatto parte in precedenza della colonna sonora di Mission: Impossible 2 (2000), My Way è stata in quella di The Fast and the Furious (2001) e della diciassettesima edizione del PPV della World Wrestling Entertainment WrestleMania. Hot Dog usa la parola "fuck" 48 volte e ha un ritornello che parodia quello di Closer dei Nine Inch Nails.
Il clip di Rollin' (Air Raid Vehicle), girato da Fred Durst al World Trade Center a fine 2000, fu premiato come miglior video rock agli MTV Video Music Awards del 2001.
Al disco collaborarono anche Scott Weiland degli Stone Temple Pilots (Hold On), Xzibit (Getcha Groove On), Method Man dei Wu Tang Clan (presente insieme a DMX in Rollin' (Urban Assault Vehicle)) e il comico Ben Stiller (nella traccia nascosta successiva all'Outro).

## Accoglienza
Chocolate Starfish and the Hot Dog Flavored Water ricevette critiche miste, arrivando a totalizzare un punteggio di 49 su 100 sul sito Metacritic.
L'autore di AllMusic Stephen Thomas Erlewine scrisse che "la musica di Fred Durst, monotona e capace di commentarsi da sola, ha dato prova di sé proprio con Chocolate Starfish – si tratta del suono di un gruppo intento a pubblicare in tempi giusti un prevedibile seguito." The Rolling Stone Album Guide diede all'album 3 stelle su 5, mentre la stessa rivista diede mezzo punto in più. Chocolate Starfish and the Hot Dog Flavored Water entrò nella lista "1001 album da ascoltare prima di morire", ma in seguito fu rimosso in edizioni recenti.
Chocolate Starfish and the Hot Dog Flavored Water fu piazzato al numero 11 nella lista del 2006 di Q magazine "I 50 peggiori album di tutti i tempi!"
| Recensione    | Giudizio |
| ------------- | -------- |
| AllMusic      |          |
| Rolling Stone |          |

## Tracce
Edizione standard
1. Intro – 1:18
2. Hot Dog – 3:50
3. My Generation – 3:41
4. Full Nelson – 4:07
5. My Way – 4:33
6. Rollin' (Air Raid Vehicle) – 3:34
7. Livin' It Up – 4:24
8. The One – 5:43 – contiene una traccia fantasma senza titolo
9. Getcha Groove On – 4:29
10. Take a Look Around – 5:18
11. It'll Be OK – 5:06
12. Boiler – 7:00 – contiene una traccia fantasma senza titolo
13. Hold On – 5:47
14. Rollin' (Urban Assault Vehicle) – 6:23
15. Outro – 9:49 – contiene una traccia fantasma senza titolo

Tracce bonus nella versione iniziale
1. Snake in Your Face – 4:08
2. Back o'da Bus – 1:18

Traccia bonus nell'edizione limitata statunitense
1. It's like That Y'All (feat. Run DMC) – 4:31

CD bonus nell'edizione limitata giapponese
1. Crushed – 3:24
2. Faith – 2:26 – originariamente interpretata da George Michael
3. Counterfeit – 5:06

CD bonus nell'edizione speciale britannica
- Audio

1. Crushed – 3:24
2. Faith – 2:26
3. Counterfeit (Lethal Dose Mix) – 5:10

- Video

1. Faith
2. Nookie
3. Re-Arranged
4. N2Gether Now

## Formazione
Gruppo
- Fred Durst - voce
- Wes Borland - chitarra
- Sam Rivers - basso
- John Otto - batteria, percussioni
- DJ Lethal - giradischi, tastiere, campionatore

Altri musicisti
- Scott Borland - tastiere
- Scott Weiland - voce (in Hold On)
- Xzibit - voce (in Getcha Groove On)
- Method Man e DMX - voce (in Rollin' (Urban Assault Vehicle))
- Ben Stiller - voce (nella traccia nascosta dopo l'Outro)